# Сезар Бріту
Сезар Бріту (порт. César Brito, нар. 21 жовтня 1964, Ковілян) — португальський футболіст, що грав на позиції нападника.
Виступав, зокрема, за клуб «Бенфіка», а також національну збірну Португалії.
Триразовий чемпіон Португалії. 

## Клубна кар'єра
Народився 21 жовтня 1964 року в місті Ковілян. Вихованець футбольної школи клубу «Фундан».
У дорослому футболі дебютував 1984 року виступами за команду клубу «Спортінг» (Ковільян), в якій провів один сезон. 
Згодом з 1985 по 1989 рік грав у складі команд клубів «Бенфіка» та «Портімоненсі». Протягом цих років виборов титул чемпіона Португалії.
Своєю грою за останню команду знову привернув увагу представників тренерського штабу клубу «Бенфіка», до складу якого повернувся 1989 року. Цього разу відіграв за лісабонський клуб наступні шість сезонів своєї ігрової кар'єри. За цей час додав до переліку своїх трофеїв ще два титули чемпіона Португалії.
Протягом 1995—2000 років захищав кольори «Белененсеша», а також іспанських «Саламанки» та «Мериди».
Завершив професійну ігрову кар'єру у клубі «Спортінг» (Ковільян), у складі якого 2000 року провів одну гру.

## Виступи за збірну
1989 року дебютував в офіційних матчах у складі національної збірної Португалії. Протягом кар'єри у національній команді, яка тривала 5 років, провів у формі головної команди країни 14 матчів, забивши 2 голи.

## Титули і досягнення
- Чемпіон Португалії (3):

«Бенфіка»: 1986-87, 1990-91, 1993-94
- Володар Кубка Португалії (2):

«Бенфіка»: 1985-86, 1992-93
- Володар Суперкубка Португалії (2):

«Бенфіка»: 1985, 1989